# شمس الكويتية
شمس أو كما تعرف بلقب شمس الكويتية واسمها الكامل شمس بندر نايف الأسلمي. ولدت (28 أبريل 1980 )، هي مغنية كويتية [بحاجة لمصدر] سعودية الأصل. وجنسيتها الحالية من دولة سانت كيتس ونيفيس.

## سيرتها وحياتها

### النشأة
ولدت في محافظة حفر الباطن شرقي المملكة العربية السعودية لأب سعودي وأم كويتية وقد توفي والدها وهي بعمر السنتين، تزوجت والدتها بعد ذلك من رجل كويتي قام بتربيتها وعاشت مع والدتها وزوجها في الكويت حصلت على شهادة من «المعهد العالي للفنون الموسيقية» في الكويت.

### بدايتها
بدأت مشوارها الغنائي بتكوين فرقة شعبية بنهاية تسعنيات القرن العشرين، بينما كانت بدايتها الفعلية عندما قامت بتوقيع عقد مع «شركة رناد للصوتيات» التي تولت إصدار أول ألبوم غنائي خاص بها بعنوان «حبيب الورد» في عام 2001، وأشرف عليه الملحن السعودي أحمد الفهد.
استمرت بتقديم أغانيها باللهجة الخليجية، وطرحت ألبومها الثاني في 2002، واختارت الفنانة أغنية «سبع مرات» لتصويرها فيديو كليب، واسم الأغنية هو نفس عنوان ألبومها الجديد. تعاونت شمس مرة أخرى مع الفنان السعودي خالد عبد الرحمن بعد تعاونها معه في ألبومها الأول، حيث كانت الأغنية الثانية في الألبوم «هلا» من كلماته وألحانه.

### شهرتها
أصدرت في عام 2007 ألبومين غنائيين بنسختين الأولى باللهجة الخليجية والثاني باللهجة المصرية «شمس خليجي» و«شمس مصري» من إنتاج «شركة سربرايز الأمريكية» وهي أول مغنية عربية توقع عقدًا مع شركة إنتاج أمريكية. وقد تناوب على كتابة كلمات أغاني العملين مجموعة كبيرة من الكتاب في دول الخليج ومصر وكذلك في الألحان والتوزيع محتويًا على 22 أغنية بواقع 12 أغنية مصرية وعشر أغان خليجية وتعتبر هذه الحالة هي الأولى عربيًا وخليجيًا.
طرحت بالمشاركة مع السعودي محمد عبده أغنية منفردة بعنوان «سور الكويت العظيم» في سبتمبر 2007، وصورت الموسيقى في منطقة السرة في الكويت تحت إنتاج تلفزيون الوطن.
أصدر استوديو مزيكا ألبومها صباحك خير في 2012، يتضمن الألبوم 17 أغنية تعاونت فيها شمس مع عدة ملحنين من بينهم ميشيل فاضل وناصر الصالح. وكررت شمس تعاونها مع المخرج جميل جميل المغازي إذ قام بإخراج أغنيتها 24 ساعة التي صورتها على طريقة الفيديو كليب من أجل الترويج للألبوم.
دخلت عالم الأغاني الرياضية المخصصة لجماهير كرة القدم بأغنيتها «نصراوي لاتكلمني» وذلك بعد شهرة وسم «متصدر لاتكلمني» الذي أطلقه مشجعي نادي النصر السعودي في نهايات عام 2013، حيث أطلقت أغنيتها في 23 مارس 2014 وحققت ربع المليون خلال أسبوع. بثت أغنيتها نصراوي لاتكلمني على التلفزيون السعودي لتصبح شمس أول مغنية نسائية يظهر صوتها على القناة الأولى بعد أكثر من ثلاثين سنة من الإيقاف.
ادعت شمس في لقاء على قناة العربية في عام 2015، أنها تخلت عن جنسيتها الخليجية وتحمل حاليا بطاقة خضراء بريطانية وفرنسية. أول ظهور لها في عمل تمثيلي كان في عام 2018، حين شاركت في المسلسل الكوميدي (عوض أبا عن جد (مسلسل) الذي تبثه قناة إم بي سي في رمضان، وهو من بطولة أسعد الزهراني وحبيب الحبيب.

## أعمالها

### ألبومات
- 2001: حبيب الورد.
- 2002: سبع مرات.
- 2005: مظاهرة نسائية.
- 2007: شمس 2007.
- 2010: جلسات شمس.
- 2012: صباحك خير.
- 2017: شقيت ثوبي.[14]

### فيديو كليبات
| الأغنية            | المخرج            | المنتج            |
| ------------------ | ----------------- | ----------------- |
| سبع مرات           | عادل الخضر        | ريناد             |
| هذا الكلام         | محمد العجمي       | ريناد             |
| كبر راسك           | ميرنا خياط        | ريناد             |
| مظاهرة نسائية      | ميرنا خياط        | روتانا            |
| عين فراش           | ميرنا خياط        | روتانا            |
| تأتأه              | يحيى سعادة        | سيربرايز برودكشن  |
| وش صاير            | أوليفر عجيل       | سيربرايز برودكشن  |
| مليون              | فادي حداد         | سيربرايز برودكشن  |
| لوحة معقدة         | ستيفان ليوناردو   | سيربرايز برودكشن  |
| غمضت عينيك         | ستيفان ليوناردو   | سيربرايز برودكشن  |
| اهلا إزيك          | كوستاي            | سيربرايز برودكشن  |
| خبروهم             | جميل جميل المغازي | مزيكا             |
| ملك                | فادي حداد         | مزيكا             |
| حب ناقص            | جميل جميل المغازي | مزيكا             |
| إشطح               | جميل جميل المغازي | مزيكا             |
| 24 ساعة            | جميل جميل المغازي | مزيكا             |
| دين أبوكم إسمه إيه | جميل جميل المغازي | مزيكا             |
| سند ظهري           | فادي حداد         | لايف ستايل ستديوز |
| زهقانة مليت        | فادي حداد         | كوانستي برودكشن   |
| ابن ال             | أنتونيو دي فيو    | إنتاج خاص         |
| تاتي تاتي          | جميل جميل المغازي | كابانا            |
| حياتي              | جميل جميل المغازي | كابانا            |

### المسلسلات
- 2018: عوض أبا عن جد
- 2019: هايبر لوب

## وصلات خارجية
- شمس الكويتية على موقع قاعدة بيانات الأفلام العربية